# Corazón esmeralda
Corazón Esmeralda (Coração Esmeralda em Moçambique, Brasil e Angola) é uma telenovela venezuelana produzida e exibida pela Venevisión em 2014. Foi criada por Vivel Nouel e adaptada por Zarett Romero.
Protagonizada pela Miss Venezuela 2011 Irene Esser e Luis Gerónimo Abreu, e sendo antagonizada por Mimí Lazo, Jorge Reyes, María Antonieta Duque e Juliet Lima, e as participações especiais de Jean Carlo Simancas e Mariangel Ruiz.
Foi exibida no Brasil pela TV Aparecida de 17 de setembro de 2018 a 23 de fevereiro de 2019, em 134 capítulos, substituindo a brasileira O Direito de Nascer.
Foi exibida pela segunda vez no Brasil pelo Novelissima entre 15 de julho de 2024 a 23 de janeiro de 2025 substituindo Amor Secreto e sendo substituída por Samantha.

## Enredo
Beatriz Beltrán  é uma linda jovem ecologista, órfã de mãe ainda pequena e sem a presença do pai, ela foi criada pelos padrinhos, Luiza Amélia e Ramón José em uma casa humilde. Beatriz inicia uma campanha ambiental contra o empresário rico, César Augusto Salvaterra. César teve três casamentos fracassados e quatro filhos, Fernanda, Elia, Napoleão e Rocío. Quando o milionário decide procurar sua filha perdida, fruto do romance com a única mulher que ele sempre amou, ele pede ajuda ao afilhado e advogado João André Montalvo. João André se apaixona por Beatriz, sem saber que a jovem é a herdeira que procura. João André e Beatriz iniciam sua história de amor, porém, Vanessa, a ex-namorada de João André não aceita o término e fará de tudo para tê-lo de volta.

## Elenco
| Ator/Atriz             | Personagem                                                                         |
| ---------------------- | ---------------------------------------------------------------------------------- |
| Irene Esser            | Beatriz Elena "Bia" Beltrán Jiménez / Beatriz Elena Salvaterra Lozano de Montalvo. |
| Luis Gerónimo Abreu    | João André Montalvo Cordero                                                        |
| Mimi Lazo              | Frederica do Rosário Pérez                                                         |
| Jorge Reyes            | Marcelo Egaña                                                                      |
| Dora Mazzone           | Hortensia Estela Palacios Uribe                                                    |
| María Antonieta Duque  | Branca Aurora López                                                                |
| Juliet Lima            | Vanessa Villamizar / Vanessa Salvaterra Lozano                                     |
| Cristóbal Lander       | Luis David Montalvo León                                                           |
| Jean Carlo Simancas    | César Augusto Salvaterra                                                           |
| Mariángel Ruiz         | Marina Lozano / María Victoria Jiménez                                             |
| Flavia Gleske          | Fernanda Salvaterra Pérez                                                          |
| Paula Woyzechowsky     | Elia Magdalena Salvatierra Palacios                                                |
| Sheryl Rubio           | Rocío Alba Salvaterra López                                                        |
| Daniel Martínez Campos | Napoleão Antônio Salvaterra López                                                  |
| Myriam Abreu           | Lorena Martínez                                                                    |
| José Ramón Barreto     | Miguel de Jesús Blanco                                                             |
| Sindy Lazo             | Melinda Guaramato                                                                  |
| Flor Elena González    | Isabel Cordero de Montalvo                                                         |
| Beatriz Vázquez        | Luisa Amélia "Lucha" de Blanco                                                     |
| Alejandro Mata         | Silvestre Montalvo                                                                 |
| Julio Pereira          | Ramón José Blanco                                                                  |
| Adolfo Cubas           | Rodrigo Beltrán                                                                    |
| Ludwig Pineda          | Domingo Renjifo "Chapita"                                                          |
| Josué Villaé           | Bruno Álvarez                                                                      |
| Rhandy Piñango         | Jaime Batista                                                                      |
| Carmen Alicia Lara     | Liliana Blanco                                                                     |
| Reina Hinojosa         | Celestina                                                                          |
| Rodolfo Drago          | Antônio "Toño" Cabrera                                                             |
| Andreína Carvó         | Johanna Delgado                                                                    |
| Patricia Amenta        | Corina Merchán                                                                     |
| José Vieira            | Gastón Maloy                                                                       |
| Jhosuees Villarroel    | Detetive Navas                                                                     |

## Exibição
| País                 | Emissora                 | Ano de estreia |
| -------------------- | ------------------------ | -------------- |
| Venezuela            | Venevisión               | 2014           |
| Equador              | TC Televisión            | 2014           |
| América Latina       | Glitz*                   | 2015           |
| Panamá               | Telemix Internacional    | 2015           |
| Argentina            | Telefe                   | 2015           |
| República Dominicana | Telesistema              | 2015           |
| Espanha              | Nova                     | 2015           |
| Angola Moçambique    | Zap Novelas              | 2015           |
| Nicarágua            | Canal 11                 | 2015           |
| Hungria              | RTL II                   | 2015           |
| Paraguai             | SNT                      | 2015           |
| El Salvador          | TCS Canal 4              | 2015           |
| Brasil               | TV Aparecida Novelissima | 2018 2024      |